# Nyikolaj Viktorovics Oszjanyin
Nyikolaj Viktorovics Oszjanyin, oroszul: Николай Викторович Осянин (Szobolevszkoje, 1941. december 12. – 2022. március 21.) szovjet válogatott orosz labdarúgó, csatár, bajnoki gólkirály (1969).

## Pályafutása

### Klubcsapatban
1959–60-ban az Iszkra Kazany, 1961 és 1965 között a Krilja Szovetov Szamara, 1966 és 1971 között a Szpartak Moszkva, 1972–73-ban a Kajrat, 1974 és 1976 között ismét a Szpartak labdarúgója volt. A Szpartak csapatával egy-egy szovjet bajnoki címet és kupagyőzelmet ért el. Az 1969-es idényben Vlagyimir Proszkurinnal és Dzsemal Herhadzével holtversenyben bajnoki gólkirály lett 16 góllal.

### A válogatottban
1965-ben és 1969-ben három alkalommal szerepelt a szovjet válogatottban és egy gólt szerzett. 1975-ben hat alkalommal szerepelt a szovjet olimpiai csapatban.

### Edzőként
1977 és 1989 között a Szpartak Moszkva korosztályos csapatainál tevékenykedett edzőként.

## Sikerei, díjai
Krilja Szovetov Szamara
- Szovjet kupa
  - döntős: 1964

 Szpartak Moszkva
- Szovjet bajnokság
  - bajnok: 1969
  - 2. (2): 1968, 1970
  - 3.: 1970
  - gólkirály: 1969 (16 góllal, holtversenyben Vlagyimir Proszkurinnal és Dzsemal Herhadzével)
- Szovjet kupa
  - győztes: 1971
  - döntős: 1972

## Statisztika

### Mérkőzései a szovjet válogatottban
| Szovjetunió | Szovjetunió          | Szovjetunió                     | Szovjetunió | Szovjetunió | Szovjetunió | Szovjetunió | Szovjetunió | Szovjetunió |
| #           | Dátum                | Helyszín                        | Hazai       | Eredmény    | Vendég      | Kiírás      | Gólok       | Esemény     |
| ----------- | -------------------- | ------------------------------- | ----------- | ----------- | ----------- | ----------- | ----------- | ----------- |
| 1.          | 1965. december 4.    | Montevideo, Estadio Centenario  | Uruguay     | 1 – 3       | Szovjetunió | barátságos  | 1           | 71' 71'     |
| 2.          | 1969. augusztus 6.   | Moszkva, Központi Lenin Stadion | Szovjetunió | 0 – 1       | Svédország  | barátságos  | -           |             |
| 3.          | 1969. szeptember 24. | Belgrád, JNA Stadion            | Jugoszlávia | 1 – 3       | Szovjetunió | barátságos  | -           | 78'         |
|             | Összesen             |                                 |             | 3           | mérkőzés    |             | 1           | gól         |